# Reserva Natural de Kogelberg
La reserva natural de Kogelberg és una reserva natural de 3.000 ha que comprèn la serralada de Kogelberg, a l'est de Ciutat del Cap, Sud-àfrica.Amb unes 1600 espècies de plantes, conté una diversitat floral per unitat d'àrea que és més gran que en qualsevol altre lloc del món.

## Ecologia

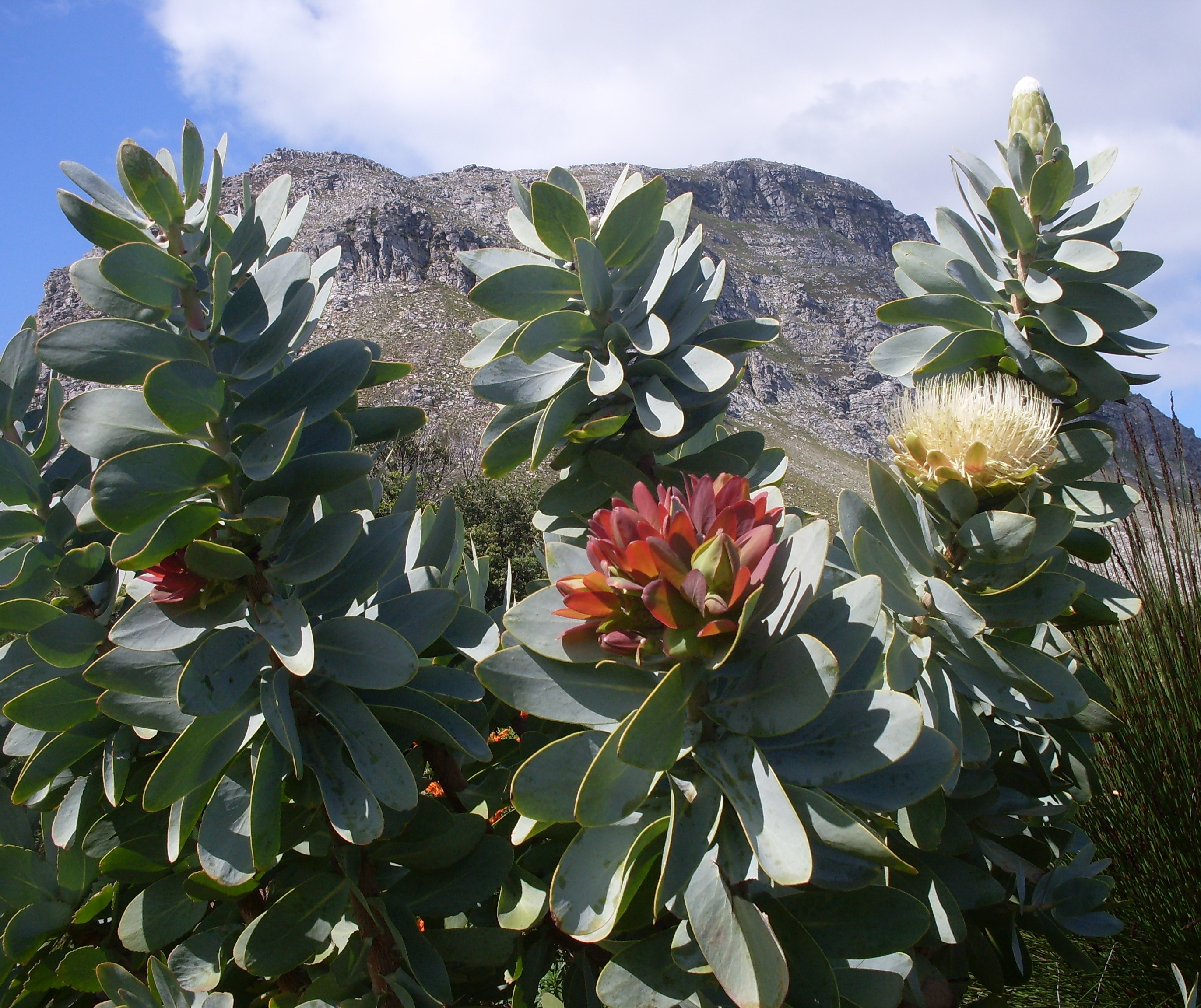
"Waboom protea" (Protea nitida) a les muntanyes de Kogelberg

Situat a les muntanyes de Kogelberg, al llarg de la costa muntanyosa a l'extrem oriental de Ciutat del Cap, aquesta reserva natural de 3.000 hectàrees protegeix una part important del Fynbos sobre terra gresós de Kogelberg. Entre l'enorme varietat de plantes d'aquest tipus de vegetació local hi ha centenars d'espècies d'Erica, una àmplia gamma d'espècies de Protea i un gran nombre de famílies de plantes que són endèmiques. Les muntanyes de Kogelberg es coneixen com el cor dels Fynbos, i tenen una diversitat floral per unitat d'àrea que és més gran que en qualsevol altre lloc del món.

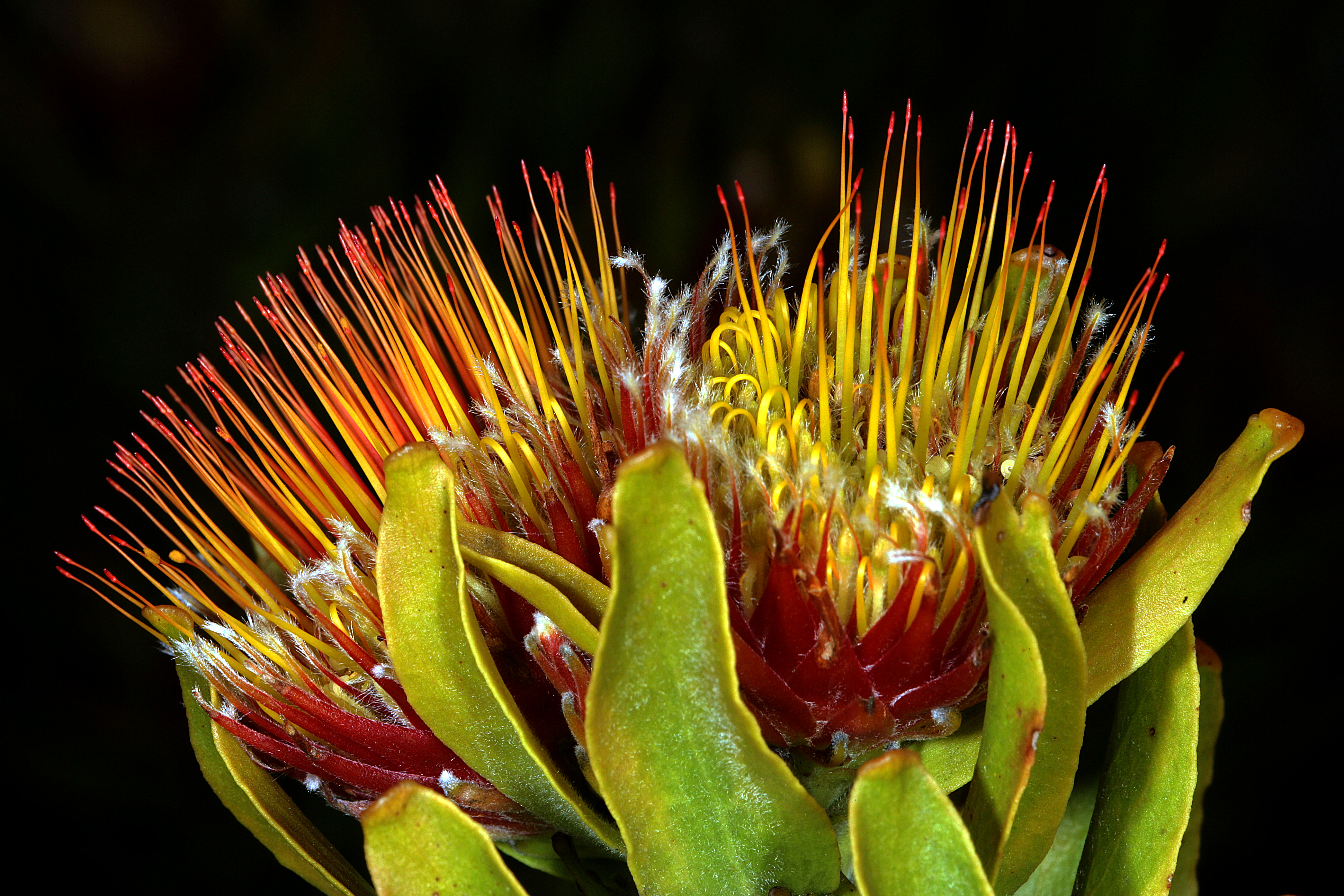
Imatge dels òrgans florals de Leucospermum oleifolium, proteàcia (Kleinmond, Cap Occidental)

A més de les seves úniques comunitats fynbos de muntanya, altres ecosistemes que hi podem trobar són els aiguamolls, així com la vegetació de ribera del riu Palmiet, que és la més intacta del sud-oest del cap i alberga boscos d'arbres autòctons com l'Ametller Silvestre, Butter-spoon (Cunonia capensis), Rapanea i Yellowwoods (Afrocarpus falcatus). Els boscos d'obaga de muntanya existeixen en diversos espais, com ara Louwsbos, Platbos i Oudebos, on els boscos relictes Afrotemperats del Sud creixen als barrancs i valls dels rius.

## Història

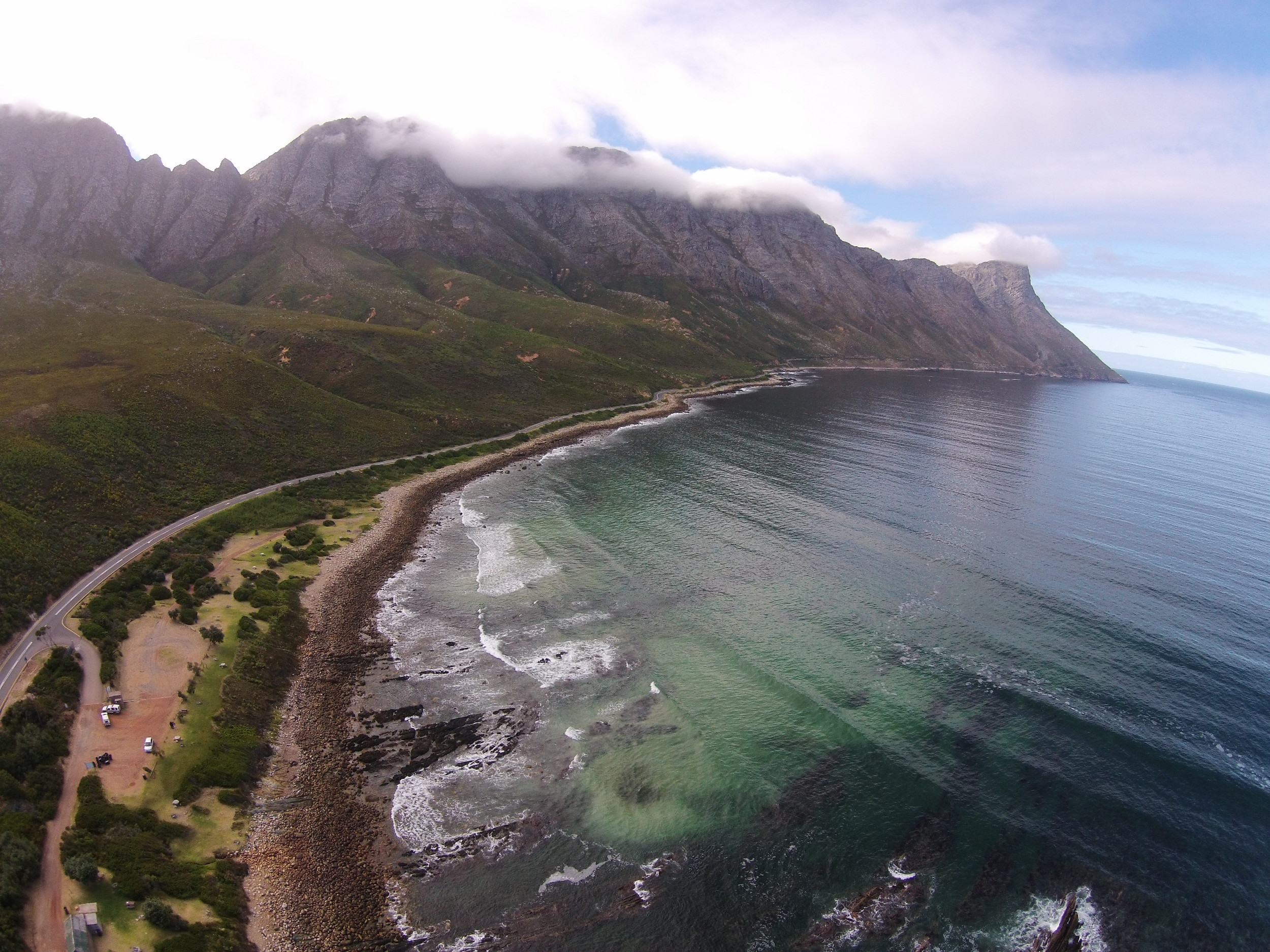
Fotografia aèria de la Badia Koegel, la costa i la carretera R44 que la recorre.

Els habitants autòctons de les muntanyes de Kogelberg eren els caçadors-recol·lectors de San i els pastors de Khoi, dels quals encara es poden trobar els seus enterraments i dipòsits de closques i petxines (shell midden). Durant la primera època colonial, els exploradors van penetrar ocasionalment a les muntanyes i van informar sobre la bellesa insòlita de la zona i la seva vida salvatge. No obstant això, no es van fer assentaments permanents, ja que el paisatge era considerat massa extrem i inaccessible per al cultiu. Per tant, la regió de Kogelberg va romandre gairebé intacta. A principis del segle xix, tota la zona va ser designada "terra de la corona" pel govern de la Colònia del Cap i, més de cent anys després, el 1935, la zona escarpada es va fer accessible quan es va construir una carretera. Això va provocar un canvi ràpid, ja que el Departament de Silvicultura va assumir la regió el 1937 i va declarar la seva intenció d'utilitzar la zona per a plantacions estatals de fusta.

Filera de vehicles per la carretera R-44 en un dia festiu

La idea de convertir la regió en una reserva natural va ser madurada per primera vegada pel terratinent local Harry Molteno, que va exposar la seva proposta a la junta de la Fundació del Cap del Trentenari (The Cape Tercentenary Foundation) el 18 d'abril de 1951. Apassionat del fynbos, va defensar aquest extens tram de muntanya a ser retornat al seu estat natural, pel qual va obtenir el suport vital del Conservador de Western Cape i professor Harold Compton del jardí botànic de Kirstenbosch. A la fi de la dècada, el seu somni es va realitzar finalment quan la seva subvenció financera va assegurar l'establiment de la reserva de Kogelberg, que comprenia les terres al sud de la N2 i a l'oest del riu Palmiet, amb infraestructures necessàries, barreres per vehicles i estudis biològics. El 1987, aquesta zona de conservació va ser transferida a Cape Nature Conservation i es va convertir formalment en una reserva natural per les normes més específiques d'aquest organisme. Els desenvolupaments posteriors inclouen la construcció de noves instal·lacions per a visitants el 2012, així com la constant expansió de la "reserva de la biosfera" al seu voltant.

## Ampliació com a Reserva de la Biosfera

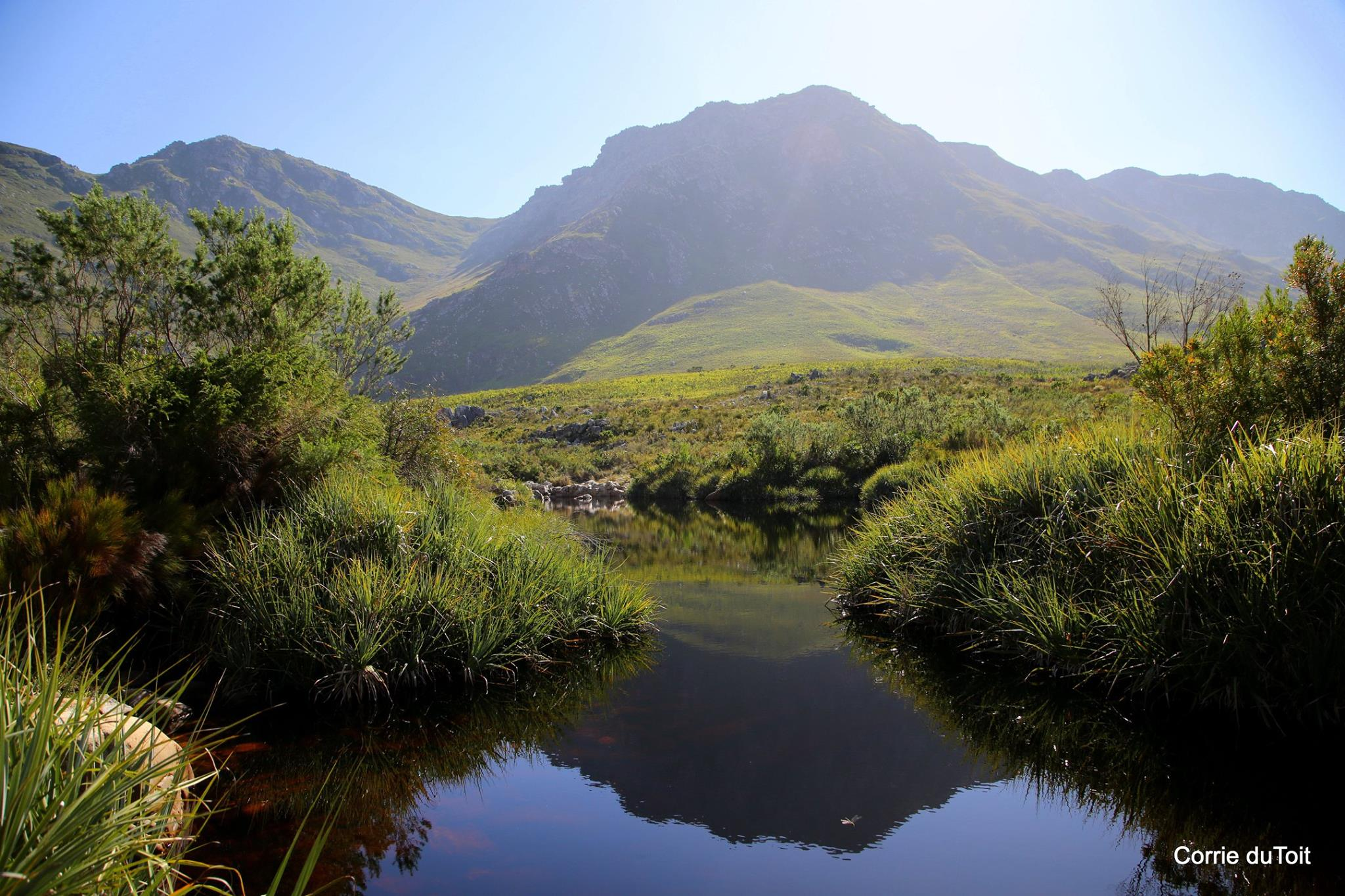
Riu Palmiet, amb exemplars de Prionium serratum (sinònim Prionium palmita) cobrint les vores.

La reserva de la biosfera de Kogelberg, de 1.000 km², incorpora la reserva natural com a "àrea de conservació principal". Com a tal, la reserva natural està envoltada de zones amortidores de vegetació natural i àrees recreatives respectuoses amb el medi ambient, així com de zones de transició de granges i ciutats amb equipaments ambientals. La pròpia reserva natural de Kogelberg, com a àrea de conservació principal, està excepcionalment intacta. De fet, les pistes de muntanya estan tancades al públic i estan protegides estrictament. No obstant això, hi ha una part oberta per practicar senderisme, a través de les valls i cascades de la gola del riu Steenbras. La carretera R44 és una famosa carretera escènica que voreja la costa muntanyosa de la reserva de Kogelberg. Des d'aquesta carretera també es poden veure regularment balenes i dofins.